# The Other Dream Team
Pour plus de détails, voir Fiche technique et Distribution.
The Other Dream Team est un film documentaire américaino-lituanien écrit et réalisé par Marius A. Markevičius en 2012.
Il a été présenté au Festival de Sundance 2012.

## Synopsis
Le film traite de l'incroyable histoire de l'équipe nationale de basketball de Lituanie qui réussit à déjouer l'étreinte communiste pour participer aux Jeux olympiques de l'été 1992 à Barcelone.

## Fiche technique
- Titre : The Other Dream Team
- Réalisation : Marius A. Markevičius
- Scénario : Marius A. Markevičius et Jon Weinbach
- Production : Marius A. Markevičius et Jon Weinbach
- Photographie : Jesse Feldman
- Montage : Dan Marks
- Genre : film documentaire
- Langue : anglais, lituanien
- Pays d'origine : Lituanie, États-Unis
- Dates de sortie :
  -  Festival de Sundance 2012 : 21 janvier 2012

## Distribution
- Jim Lampley
- Bill Walton
- Mickey Hart
- Dan Majerle
- Greg Speirs
- Arvydas Sabonis
- David Stern
- Linas Kleiza
- Mitch Richmond
- David Remnick
- Žydrūnas Ilgauskas
- Chris Mullin
- Alexander Wolff
- Donnie Nelson
- P.J. Carlesimo
- Šarūnas Marčiulionis
- Rimas Kurtinaitis
- Robertas Javtokas
- Vytautas Landsbergis
- Vladas Garastas
- Dennis McNally
- Jonas Valančiūnas
- Donatas Motiejūnas
- Artūras Karnišovas
- Linas Kunigėlis
- Charles Smith
- Kim Bohuny

## Accueil
Le film a reçu un accueil positif. Il obtient une note de 88 % sur l’agrégateur de critiques Rotten Tomatoes, basé sur 32 critiques.